# Canehan
Canehan ist eine französische Gemeinde mit 380 Einwohnern (Stand 1. Januar 2022) im Département Seine-Maritime in der Region Normandie. Sie gehört zum Arrondissement Dieppe und zum Kanton Eu.

## Bevölkerungsentwicklung
| Jahr      | 1962 | 1968 | 1975 | 1982 | 1990 | 1999 | 2007 | 2015 |
| Einwohner | 330  | 263  | 245  | 289  | 322  | 306  | 317  | 349  |

## Sehenswürdigkeiten
- Kirche Saint-Martin aus dem 12. Jahrhundert